# 코벨 (글꼴)
코벨(Corbel)은 2005년 마이크로소프트 사의 의뢰로 미국의 제레미 탠커드가 제작한 휴머니스트 산세리프 계열의 글꼴이다. 클리어타입 폰트 컬렉션에 들어간 글꼴 중 하나로서 윈도우 비스타의 출시와 함께 발표되었다. 이들 컬렉션의 글꼴 이름이 전부 'C'로 시작한 것은, LCD 모니터에서 텍스트를 더욱 또렷하게 출력하기 위하여 마이크로소프트에서 개발한 텍스트 렌더링 시스템인 클리어타입에 알맞도록 디자인되었다는 의미에서다. 코벨과 함께 발표된 글꼴로는 칼리브리, 캄브리아, 콘솔라스, 콘스탄시아 등이 있다.
코벨체는 마이크로소프트의 엑셀 뷰어, 마이크로소프트 파워포인트 뷰어와 함께 배포된다. 또 윈도우용 마이크로소프트 오피스 호환성 팩과 맥용 오픈 XML 파일 포맷 컴버터에서도 사용이 가능하다.  그밖에 GNU나 리눅스 등의 기타 운영체제, 크로스플랫폼 용도, 웹페이지상의 용도로는 프리웨어로 이용할 수 잆으며, 이쪽은 어센더 사에서 라이선스 소유 및 판매를 맡고 있다.

## 디자인
폰트 사용안내서에 따르면 코벨은 "깔끔하고 정돈된 외형이 스크린상에 드러나도록 디자인되었습니다. 글자의 형태는 부드럽고 유려한 곡선으로 개방되어 있습니다. 작은 사이즈에서도 읽기 쉽고 분명합니다. 큰 사이즈에서는 형상의 세세함과 스타일이 더욱 또렷해집니다"라고 소개되어 있다. 이탤릭체의 경우에는 트루이탤릭체로 적용되며, 세리프 글꼴과 손글씨에서 영향을 받아 다수의 글자가 오른쪽 방향의 삐침을 지니고 있다. 똑같은 휴머니스트 산세리프 식구인 칼리브리, 캔다라체와 여러 면에서 유사하며, 평균치보다 압축된 형태를 지니고 있다.
폰트 디자이너 랍 레빈은 전문지 <타이포그래피카>의 기고문을 통해 프루티거와도 비슷한 면이 있다고 소개했다. 글꼴을 제작한 탠커드 본인은 "요새들어 많이 봤던 'i'자 동그라미 산세리프 폰트에서 벗어나고 싶었다. 마냥 포근하기보다 좀 더 확고하게. 로마자를 눕히는 것이 아니라 이탤릭체를 드러내고 싶었다"면서 글꼴군 디자인 작업에 있어 본인의 의도를 밝힌 바 있다.
코벨체는 기본설정에서 숫자를 텍스트 피겨 형식 (숫자의 배열 기준선을 통일하지 않은 서양권의 전통적인 배열방식)으로 렌더링한다. 이는 산세리프 글꼴 계열, 특히 디지털 환경에서 쓰이는 글꼴 중에서는 흔치 않은 선택이지만, 코벨체 뿐만 아니라 다른 클리어타입 폰트들도 이런 방식을 기본설정으로 취하고 있다. 이를 라이닝 피겨 형식으로 바꾸기 위해선 오픈타입 양식교체 메뉴를 설정하거나 CSS 코드로 font-variant-numeric:lining-nums를 입력하면 된다. 텍스트 피겨는 마이크로소프트사의 또다른 세리프 글꼴인 조지아체에서도 채택하고 있다.